# Eugenio Garin
Eugenio Garin, italijanski zgodovinar in filozof, * 9. maj 1909, Rieti, Italija, † 29. december 2004, Firence.
Garin se je rodil v manjšem mesecu nedaleč od Rima. Študiral je v Firencah, kjer je leta 1929 diplomiral iz filozofije. V evropski intelektualni javnosti je kot mlad avtor vzbudil pozornost s svojo prvo objavo, knjigo o renesančnem filozofu Picu della Mirandoli, izdano leta 1937. Z monografijo o Mirandoli je Garin vstopil na področje, kjer je kasneje postal avtoriteta med evropskimi zgodovinarji: zgodovino humanizma in renesanse. 
Garin je poleg omenjenega področja raziskoval tudi srednjeveško zgodovino, pisal je razprave o Keplerju in Galileju in se vključil v diskusijo, ki so jo vzpodbudila odkritja francoskega zgodovinarja znanosti Alexandra Koyréja. Obširno se je ukvarjal tudi z italijansko kulturo v 19. stoletju. Veljal je, poleg rojaka Federica Chaboda, za enega največjih strokovnjakov za Machiavellijevo delo.
Od leta 1949 je poučeval kot profesor za zgodovino filozofije na Univerzi v Firencah. Sodeloval je pri izdaji del Antonia Gramscija, ki ga je imel za enega svojih največjih učiteljev. Garin velja za enega izmed utemeljiteljev t. i. »italijanske šole« kulturne zgodovine. V Sloveniji se je z njegovim delom ukvarjal zlasti Igor Škamperle.

## Dela v slovenščini
- Spisi o humanizmu in renesansi, prev. Srečko Fišer, ŠKUC: Znanstveni inštitut Filozofske fakultete, Ljubljana 1993. (COBISS)
- Novoplatonizem in hermetizem, prev. Igor Škamperle, v »Poligrafi«, letnik 1, št. 1/2 (1996).